# Mariana Avitia
Mariana Avitia (née le 18 septembre 1993 à Monterrey) est une archère mexicaine.

## Biographie
Mariana Avitia est médaillée de bronze du tournoi individuel des Jeux olympiques d'été de 2012 à Londres.